# Jakub Kopf
Jakub Józef Kopowski (Kopf) (Cracóvia, 13 de março de 1915 - Cracóvia, 2 de junho de 1983) é um ex-basquetebolista polones que integrou a seleção polonesa que competiu nos VI Jogos Olímpicos de Verão realizados em Berlim em 1936.